# نشانه رزنشتاین
نشانهٔ رُزنشتاین (انگلیسی: Rosenstein's sign) که به عنوان نشانهٔ سیتکوفسکی (انگلیسی: Sitkovskiy sign) نیز شناخته می‌شود، یکی از نشانه‌های بالینی آپاندیسیت حاد است.
هنگامی که بیمار از حالت طاق‌باز، به حالت خوابیده در سمت چپ حرکت می‌کند، حساسیت یا درد در ربع تحتانی راست شکم افزایش می‌یابد.
این نشانه به نام پزشک یهودی آلمانی تقریباً فراموش‌شده و مدیر بیمارستان یهودیان برلین، «پل رُزنشتاین» (۱۹۶۴–۱۸۷۵) نام‌گذاری شده است و به نام نشانهٔ سیتکوفسکی هم شناخته می‌شود. is the equivalent symptom.